# Bang Bang You’re Dead
A Bang Bang You're Dead (Bumm-bumm, meghaltál!) egy egyfelvonásos színdarab, írta William Mastrosimone. Üzenete a fiatalkori erőszakról és az élet értékességéről szól.

## Szereplők
- Josh: Josh a színdarab főszereplője. Az egész darab az ő börtöncellájában játszódik, miután megölte a szüleit és öt iskolatársát.
- Emily: Josh gyerekkori barátja, és egyik áldozata is egyben. Az ő halála érintette meg Josht igazán.
- Katie: Katie szintén Josh egyik áldozata, és exbarátnője, aki aztán összejött Michaellel.
- Michael: Michael Katie barátja, és szintén az egyik áldozat. Ő volt a football csapat vezetője, amelyben Josh is játszott.
- Matt: Matt Josh egy idősebb iskolatársa és áldozata, aki sosem ismerte Josht, csak "rosszkor volt rossz helyen".
- Jessie: Jessie szintén Josh iskolatársa és áldozata, ő sem ismerte Josht.

Mind az öt iskolatárs szellemként jelenik meg Josh cellájában, és kísértik őt.
- Színész 1: Ő játssza Josh apját, boldog házasságban él, de nem érti fia fájdalmát. Ő játssza még Josh nagyapját, és a védőügyvédet.
- Színész 2: Ő játssza a bírót, és Josh fenyegető cellatársát.
- Színész 3: Ő Josh anyja, és a tanú a bírósági tárgyaláson.
- Színész 4: Ő játssza az ügyészt, és Josh pszichológusát. Ez a pszichológus mondja ki a színdarab egyik legfontosabb mondatát: "Vagy az is lehet, hogy te döntöttél így és egyedül tiéd a felelősség."
- Színész 5: Ő játssza az iskola igazgatóját, az esküdtszék szószólóját és a rendőrt.

Mind az öt színész, játssza még Josh belső hangjait, akik színesítik a monológjait, és a pletykás iskolatársakat.

## Cselekmény
|  | Alább a cselekmény részletei következnek! |

Az egész darab Josh cellájában játszódik. Minden, ami történik, gyakorlatilag Josh visszaemlékezése – úgy, ahogy ő emlékszik. A legtöbb visszatekintést a halott osztálytársak szellemei mesélnek el, illetve kísértik őt, hogy felébresszék benne a bűntudat szikráját. A szellemek belelátnak Josh lelkébe, érzik és érzékeltetik mindazt, amit Josh érzett vagy gondolt. Egyik visszatérő motívum – mondhatni refrén, – Josh minden fájdalmas tetténél elhangzik:

Michael: Álarcot húzol.

Katie: Álarcot, ami elrejti a valódit.

Matt: Valódi arcodon fájdalom ülne.

Jessie: Szívedet mardosó fájdalom.

Emily: Ezt a szívet senki nem ismeri.

|  | Itt a vége a cselekmény részletezésének! |

## Magyar premier

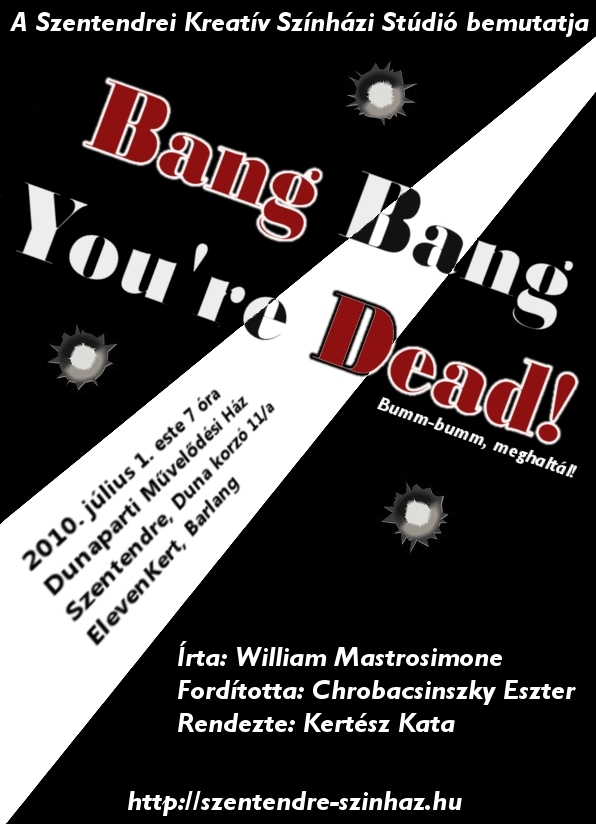
A plakát

Magyarországon először a Szentendrei Gyermekszínház és Kreatív Színházi Stúdió játszotta a darabot. Miután látták a "Meghalsz, és kész" (új fordításban Robbanékony tinédzser) című filmet, amelyben az iskola dráma csoportja adja elő a Bang Bang You're Dead című darabot, úgy döntöttek, ők is szeretnék ezt előadni. A szövegkönyv az internetről letölthető volt – a film is úgy kezdődik, hogy a tanár letölti a szövegkönyvet. Kerestek hozzá egy lelkes fordítót, majd a darab 2010. július 1-jén került bemutatásra, Kertész Kata (színész, drámapedagógus) rendezésében.

## Fordítás
- Ez a szócikk részben vagy egészben  a   Bang Bang You're Dead című angol Wikipédia-szócikk fordításán alapul.  Az eredeti cikk szerkesztőit annak laptörténete sorolja fel. Ez a jelzés csupán a megfogalmazás eredetét és a szerzői jogokat jelzi, nem szolgál a cikkben szereplő információk forrásmegjelöléseként.